# Tachina subvaria
Tachina subvaria là một loài ruồi trong họ Tachinidae.